# Günzhangwälder Markt Rettenbach - Obergünzburg
Günzhangwälder Markt Rettenbach - Obergünzburg este o arie protejată (arie specială de conservare — SAC, sit de importanță comunitară — SCI) din Germania întinsă pe o suprafață de 452,96 ha, integral pe uscat.

## Localizare
Centrul sitului Günzhangwälder Markt Rettenbach - Obergünzburg este situat la coordonatele 47°52′37″N 10°24′15″E / 47.8769°N 10.4042°E.

## Înființare
Situl Günzhangwälder Markt Rettenbach - Obergünzburg a fost declarat sit de importanță comunitară în martie 2001 pentru a proteja 1 specie de plante și 1 specie de animale. Situl a fost protejat și ca arie specială de conservare în aprilie 2016.

## Biodiversitate
Situată în ecoregiunea continentală, aria protejată conține 5 habitate naturale: Izvoare petrifiante cu formare de travertin (Cratoneurion), Pante stâncoase calcaroase cu vegetație casmofită, Păduri de fag Asperulo-Fagetum, Păduri pe pante, grohotișuri și ravene de Tilio-Acerion, Păduri aluvionare cu Alnus glutinosa și Fraxinus excelsior (Alno-Padion, Alnion incanae, Salicion albae).
La baza desemnării sitului se află mai multe specii protejate:
- plante (1): papucul doamnei (Cypripedium calceolus)
- amfibieni (1): izvoraș-cu-burta-galbenă (Bombina variegata)